# Лисичанск
Лисича́нск (укр. Лисича́нськ) — город в Северодонецком районе Луганской области Украины, административный центр Лисичанской городской общины.
Расположен на правом берегу реки Северский Донец; вместе с городом Северодонецком, расположенным на другом (левом) берегу Северского Донца, а также городами Кременная, Рубежное и другими населенными пунктами образует Северодонецко-Лисичанскую агломерацию. Лисичанск — крупный промышленный центр с железнодорожной станцией на линии Купянск-Узловой — Попасная. Является одним из старейших городов Донбасса (основан в 1710 году); его история неразрывно связана с посёлком при каменноугольном руднике и первой шахтой Донбасса, открытой в 1796 году.
Получил статус рабочего посёлка в 1925 году, статус города в 1938 году, в современных границах сформировался в 1960-е годы (после присоединения городов Верхнее и Пролетарск), с 1991 года — в составе независимой Украины.
Находился в зоне боевых действий и под немецкой оккупацией во время Гражданской войны и во время Великой Отечественной войны (1942—1943), а также в зоне боевых действий в ходе российско-украинской войны в 2014 году (в том числе несколько месяцев под контролем управляемой из России марионеточной Луганской Народной Республики) и с 2022 года.
С июля 2022 года в результате вторжения России на Украину город находится под российской оккупацией.

## География

### Географическое положение
Лисичанск находится в северо-западной части Луганской области (в 75 километрах к северо-западу от Луганска по прямой и в 80 километрах по автодороге) на правом берегу Северского Донца. Площадь города составляет 76 квадратных километров. Вместе с городом Северодонецком, расположенным на другом (левом) берегу Северского Донца, городами Кременная, Рубежное и несколькими десятками других населенных пунктов образует Лисичанско-Северодонецкую агломерацию.

### Рельеф
Город расположен на северных отрогах Донецкого кряжа, нависающих над рекой Северский Донец на высоте примерно 217 метров над уровнем моря, в холмистой и изрезанной местности, изобилующей как возвышенностями (холмами), так и низменными участками (лощинами и балками). Одна из рельефных особенностей — Конгрессов Яр (Гельмерсенов Яр)48°53,80′ с. ш. 38°28′ в. д. обладает статусом геологического памятника. Длинный, изогнутый яр с крутыми склонами в конце ул. Свердлова, тянущийся до железнодорожной станции Переездная. На поверхность выходит обнажение палеозой-мезозойских геологических пластов. В 1860-х годах здесь проводила работы геологическая экспедиция академика Г. П. Гельмерсена, по чьей фамилии яр и получил название. В послевоенные годы в Донбассе проводился Всемирный геологический конгресс, участники которого посетили Лисичанск и Гельмерсенов Яр, а сам яр получил своё нынешнее название.

### Гидрография

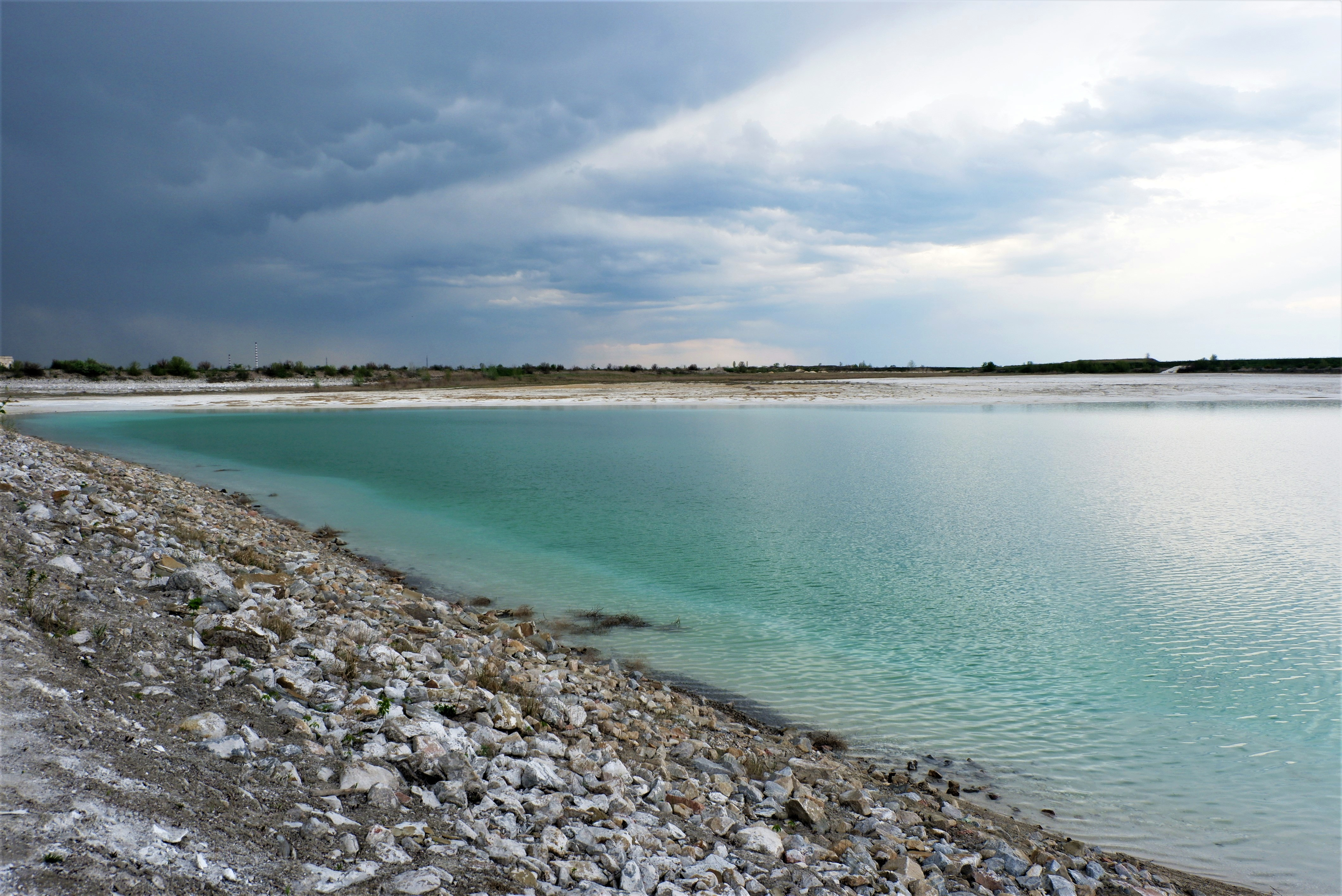
Водоём искусственного происхождения на территории «Лисичанской соды»

Город стоит на высоком правом берегу Северского Донца в его среднем течении (в 621 километре от его истока и 432 километрах от устья) и вытянут вдоль его правого берега. Помимо Северского Донца, являющегося основной водной артерией не только города, но и всей области, по территории южной части города также протекает правый приток Северского Донца — река Верхняя Беленькая; на территории города существуют также водоёмы антропогенного происхождения (пруды и карьеры), один из которых, образовавшийся на территории «Лисичанской соды», упоминается как «голубые озёра» и «вал Белого моря».

### Климат
Город находится в зоне умеренно континентального климата степной зоны Украины. Средняя температура месяца июля +22 °C, января −6 °C. В формировании климата участвуют несколько типов воздушных масс, но доминируют континентальные — 70 % (из них: умеренные — 54 %; арктические — 6 %; тропические — 13 %), преобладают восточные и юго-восточные ветры. Максимальное среднегодовое количество осадков — 480 миллиметров, иногда они выпадают в виде ливней. Для местности характерна умеренно холодная и малоснежная зима, с оттепелями и гололедицами, солнечная и тёплая весна (иногда с сухими восточными ветрами и заморозками), жаркое и умеренно сухое лето, а также солнечная, тёплая и сухая осень.

## История

### Дореволюционная история
История развития Донецкого каменноугольного бассейна началась в 1700 году с выходом указа Петра I о поиске рудных месторождений и неразрывно связана с развитием г. Лисичанска — «колыбели Донбасса». Залежи каменного угля в бассейне реки Северский Донец были открыты Григорием Капустиным, экспедиция которого была направлена в 1721 году в район Дона Василием Лодыгиным, «рудным доносителем» Берг-коллегии.
При подземной добыче каменного угля на поверхности образовываются терриконы — отвалы горных пород (в городе их 35).
Территория Лисичанска, как и другие земли Дикого поля, со времени татаро-монгольского нашествия до середины XVIII века не была заселена осёдлым населением. На левом берегу Северского Донца городки Боровской, Трёхизбенский и другие, к началу XVIII века образованные беглыми крестьянами, после подавления Булавинского восстания по приказу Петра I были полностью уничтожены. Возродились они только через два-три десятилетия. Не уничтожались, но были перенесены в другие районы (на карте Боплана 1825 года) хутора: Вороново (основан казаками Хохлова), Сиротино (казаками Попова и Сиротина), Боровеньки (основали часть переселившихся боровщан после сожжения слободы Боровской), Метелкино (казаки Метельникова) и Смоляниново (казаки Смолкина).

### Советский период истории

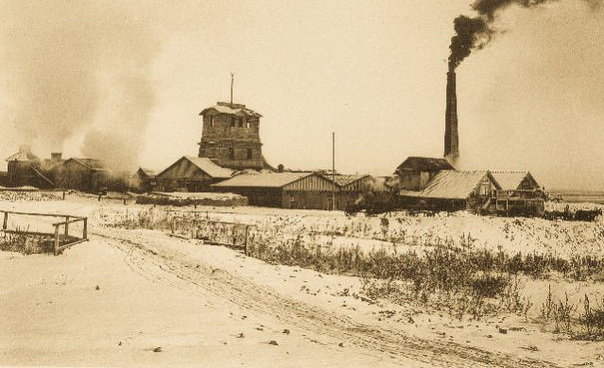
Историческая фотография шахты «Дагмара», 1872 год

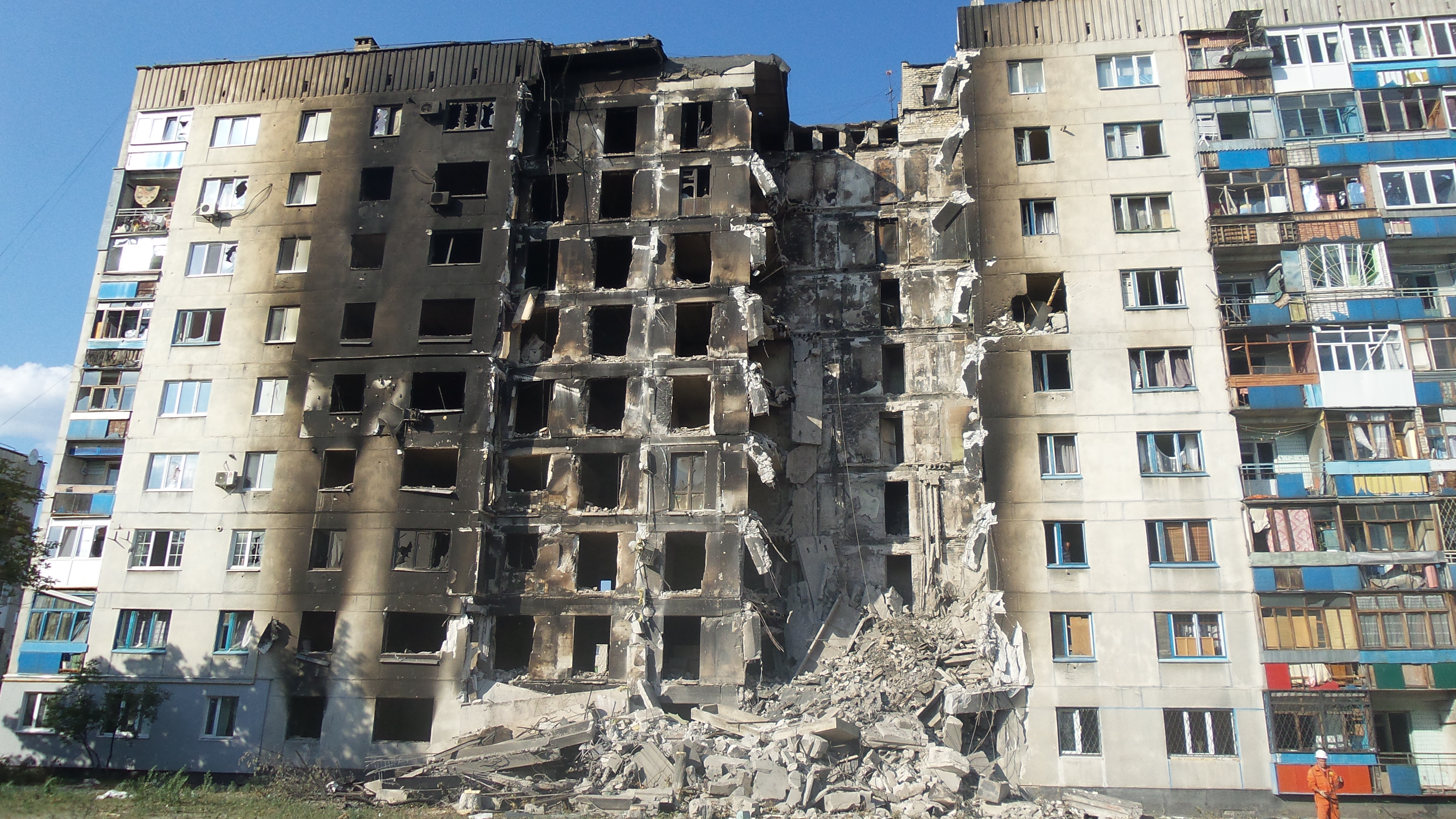
Жилой дом, сильно повреждённый во время вооружённого конфликта в Донбассе в 2014 году

В январе 1918 года здесь началось издание местной газеты.
В 1952 году Лисичанск получил статус города областного подчинения. В современных границах Лисичанск окончательно сформировался к середине 1960-х годов.
В 1962 году город районного подчинения Северодонецк выделен из состава города Лисичанска в самостоятельный город областного подчинения. В 1963 году пгт Новодружеск и пгт Приволье включены в административные границы Лисичанска и получили статус городов районного подчинения. В 1965 году образовался Лисичанск в ныне существующих границах в результате объединения трёх городов: города Лисичанска (центр), города районного подчинения Верхнее (юг), который в то время был крупнейшим по численности населения, и города районного подчинения Пролетарск (север).
В административном подчинении Лисичанского горсовета находятся города районного подчинения Новодружеск и Приволье.

### Российско-украинская война
В период с 22 апреля по 24 июля 2014 года город был в активной зоне вооружённого конфликта. В результате наступления украинских войск город вернулся под контроль Украины.
1 мая 2022 в результате обстрела российскими войсками был уничтожен памятник архитектуры — гимназия города Лисичанска. 27 июня была обстреляна очередь за водой, убиты 8 и ранены более 20 жителей города.
3 июля 2022 года сообщалось, что украинские войска покинули Лисичанск.

## Население

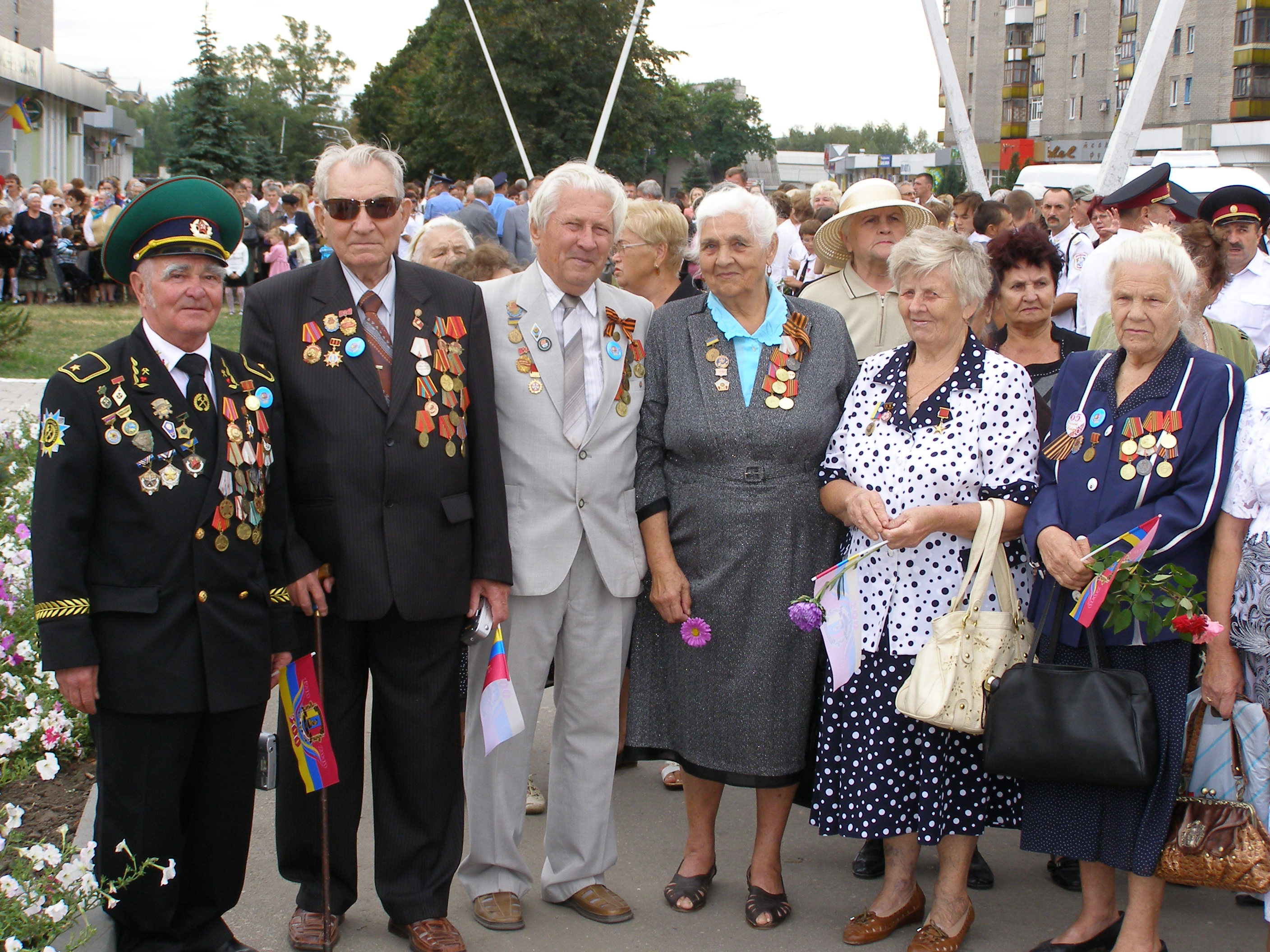
Ветераны Великой Отечественной войны в Лисичанске в 2010 году

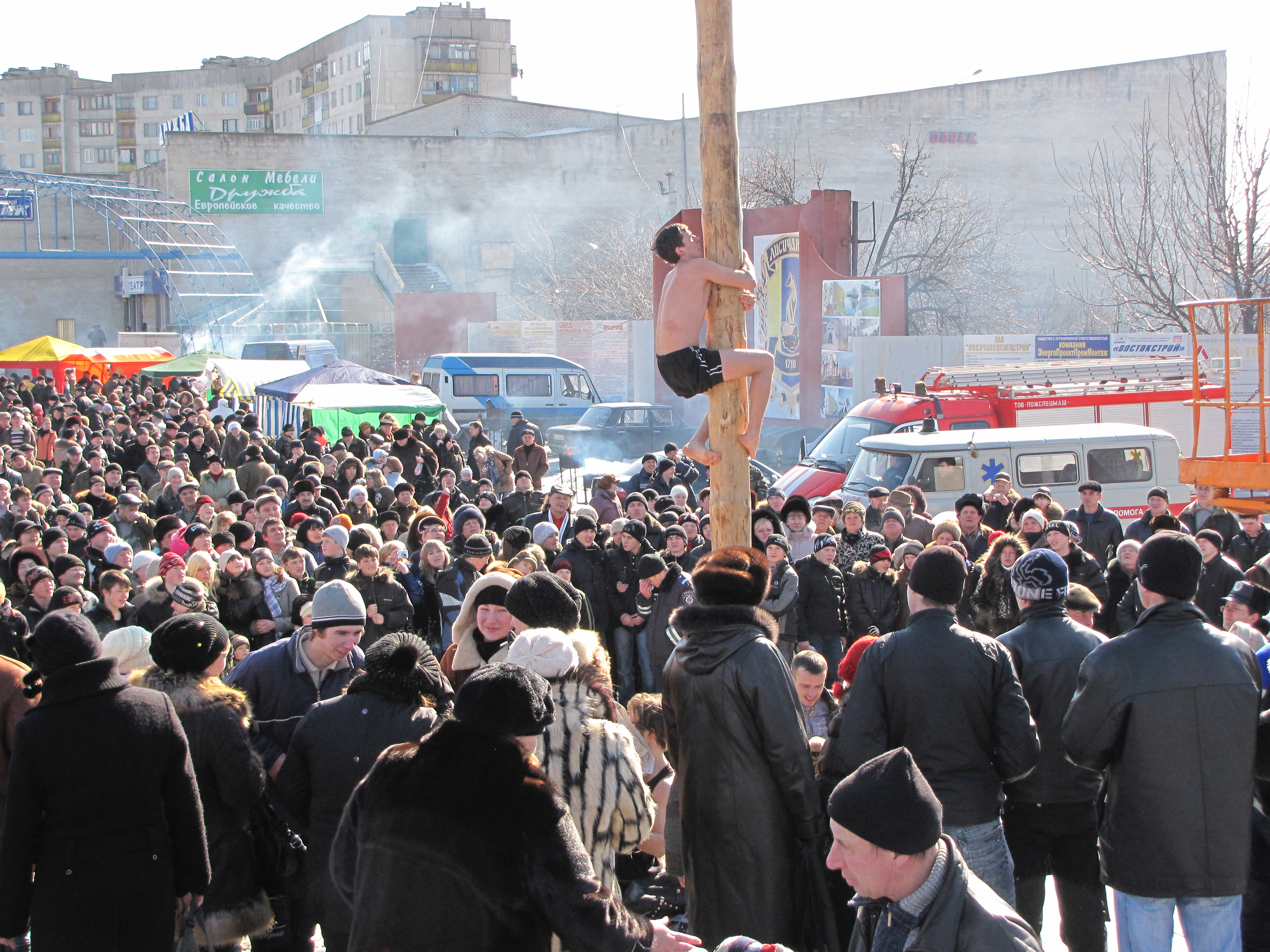
Масленица в Лисичанске в 2010 году

В 2010 году население города составляло 106 211 человек, с населёнными пунктами, подчинёнными горсовету — 122 194 человек.
По данным переписи 2001 года население города составляло 115 220 человек, с населёнными пунктами, подчинёнными горсовету — 133 258 человек. Национальный состав населения: украинцы — 69,7 %, русские — 27,5 %, белорусы — 1 %.
|  |

### Языковой состав
Родной язык населения по данным переписи 2001 года:
| Язык       | Численность, чел. | Доля     |
| ---------- | ----------------- | -------- |
| Украинский | 38 705            | 33,68 %  |
| Русский    | 74 194            | 64,57 %  |
| Другое     | 2 006             | 1,75 %   |
| Итого      | 114 905           | 100,00 % |

## Планировка, архитектура и благоустройство

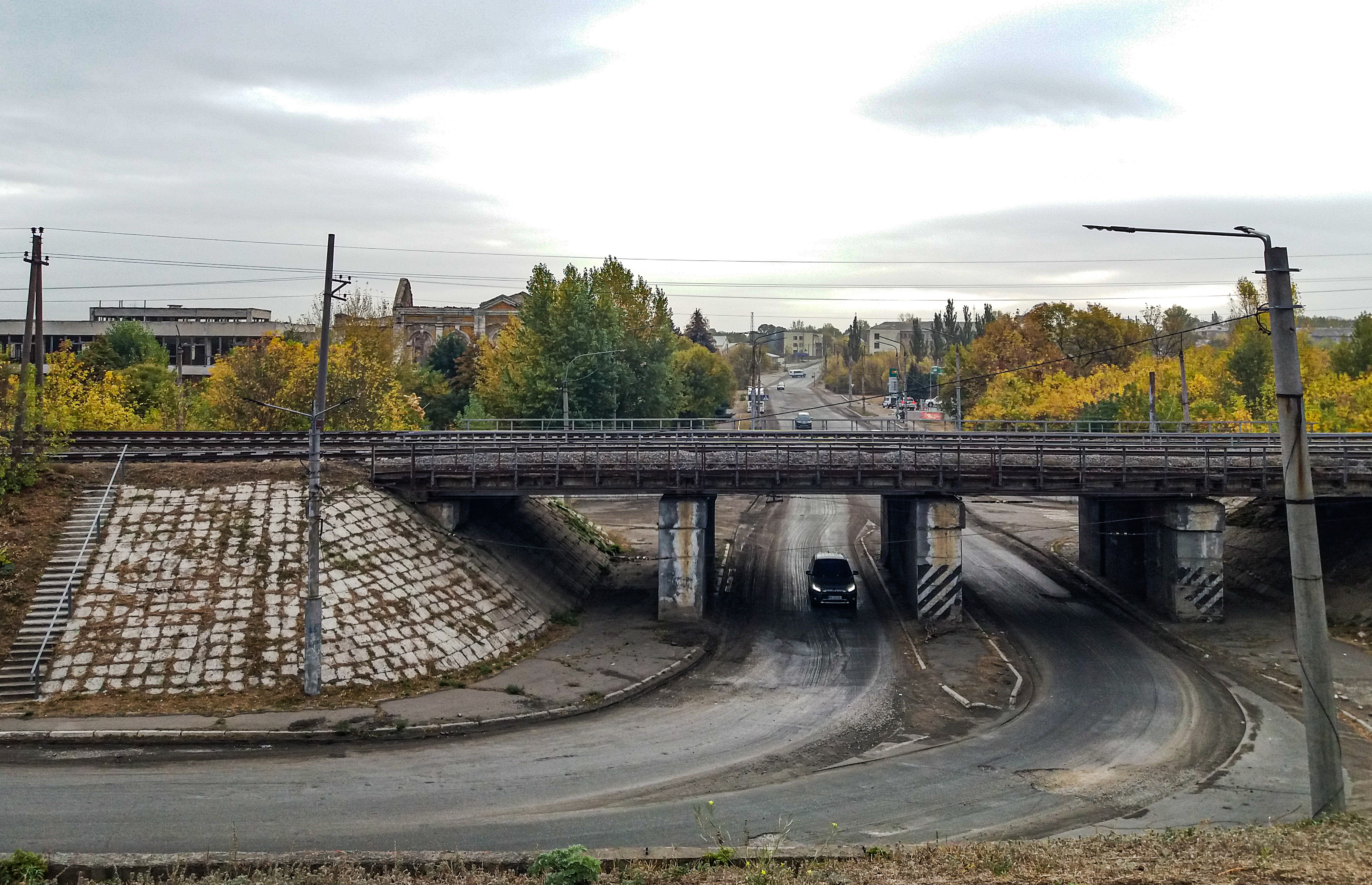
Железнодорожный путепровод в Лисичанске

### Парки, скверы и зоны отдыха
- Городской парк «Водная станция» 48°55,58′ с. ш. 38°26,02′ в. д.HGЯO
- Грэсовский ПКиО: в лесу на левом берегу реки Северский Донец напротив района Гора Кирова. Ныне в запущенном состоянии. В 1940-е — 1960-е годы был ПКиО города Верхнее и предприятий «Лиссода» и ГРЭС — с аттракционами и большим стадионом для проведения спортивных состязаний. 48°54,10′ с. ш. 38°28,70′ в. д.HGЯO
- Озеро Клешня и зона отдыха возле него (зона отдыха лисичан и северодончан). 48°54,10′ с. ш. 38°30,50′ в. д.HGЯO

## Городское сообщество

### Политика
На президентских выборах 2004 года город голосовал за В. Ф. Януковича (92,51 %); В. А. Ющенко получил 5,08 % голосов избирателей.

### Разногласия в городском совете и создание ВГА
25 октября 2015 года состоялись выборы Лисичанского городкого головы и депутатов городского совета.
Из шести кандидатов на должность городкого головы был избран Сергей Шилин, 1959 года рождения, беспартийный, и. о. директора шахты им. Капустина АО «Лисичанскуголь». Он был выдвинут кандидатом от территориальной организации политичной партии «Оппозиционный блок». За С. Шилина было отдано 12 661 голосов (54,53 %).
По результатам голосования места в городском совете распределились так: партия «Оппозиционный блок» — 17 депутатов (47,22 %), партия «Европейская солидарность» (Блок Петра Порошенко) — 6 депутатов (16,67 %), партия «Радикальная партия Олега Ляшко» — 3 депутата (8,33 %), партия «Объединение Самопомощь» — 3 депутата (8,33 %).
Мэр и депутатское большинство, несмотря на принадлежность к одной политсиле, все чаще не находили консенсуса в вопросах распределения городского бюджета. В течение нескольких лет это противостояние парализует работу городского совета. На сессиях часто нет кворума, поэтому не принимаются важные для жизнедеятельности города решения. В частности, выделение средств на погашение долгов горводоканала и важных закупок для медучреждений (аппаратов искусственной вентиляции легких, медицинских масок и дезинфекционных средств).
8 июля 2020 года в Лисичанске состоялось собрание избирателей. На них было принято решение об отзыве по народной инициативе депутатов Лисичанского городского совета VII созыва: Ратушной Е. С., Панаита А. В., Худобы Т. В., Лысенко Е. В., Щеглакова Э. И., Деменковца В. М., Горобца С. Ю., Полупанова И. И., Попенко В. И., Пшебицыной Ю. М., Шкарупы А. С.
11 марта в Лисичанскую городскую избирательную комиссию Луганской области поступили решения политсовета партии «Оппозиционный блок» от 10 марта 2020 года — об отзыве по народной инициативе следующих депутатов горсовета: Щеглаков Э. И., Худоба Т. В., Ратушная Е. С., Деменковец В. М., Горобец С. Ю., Лысенко Е. В., Панаит А. В., Попенко В. И., Пшебицына Ю. М.
27 июля 2020 года указом президента Украины № 293/2020 образована военно-гражданская администрация г. Лисичанск Луганской области. ВГА выполняет полномочия, характерные для органов местной власти, в том числе делегированные Законом Украины «О военно-гражданских администрациях» № 141-VIII, принятым Верховной Радой Украины 3 февраля 2015 года.
Руководителем военно-гражданской администрации г. Лисичанск назначен Александр Заика.
В июле 2020 года постановлением Верховной Рады Украины был введено новое административно-территориальное устройство — создан Северодонецкий район Луганской области. К Лисичанской территориальной общине присоединены населённые пункты: Белогоровка, Золотарёвка, Шипиловка, Мирная долина.
19 февраля 2021 года президент Украины своим указом ликвидировал ВГА г. Лисичанск Луганской области. В то же время была создана Лисичанская городская военно-гражданская администрация Северодонецкого района Луганской области. Руководителем ВГА назначен Александр Заика.

### СМИ
- Газета «Новый путь»
- Телерадиокомпания «Акцент»
- Телерадиокомпания «ЛиК-ТВ»
- Издательский дом «Час Пик»

## Экономика города

### Промышленность

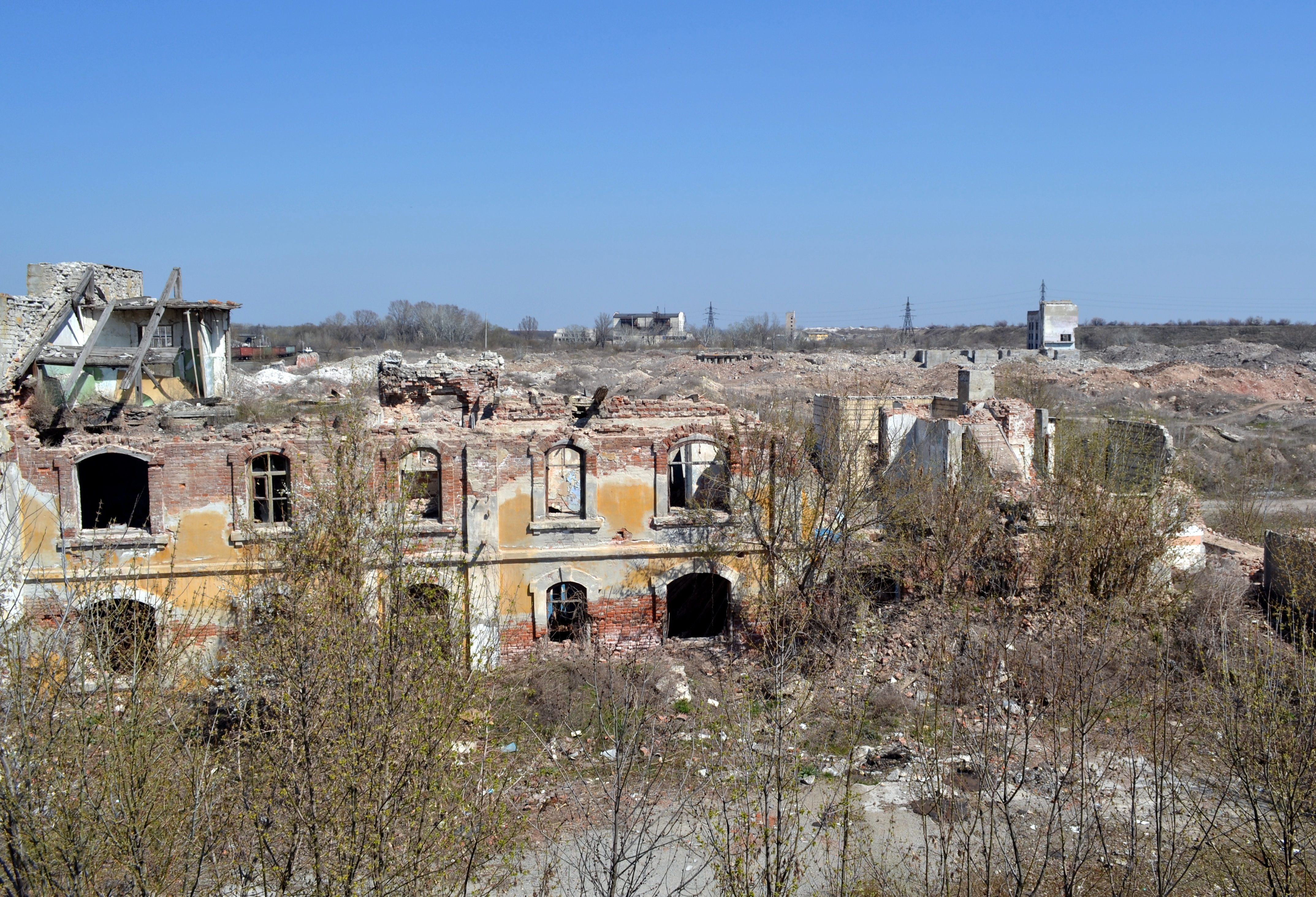
Руины содового завода, 2020 года

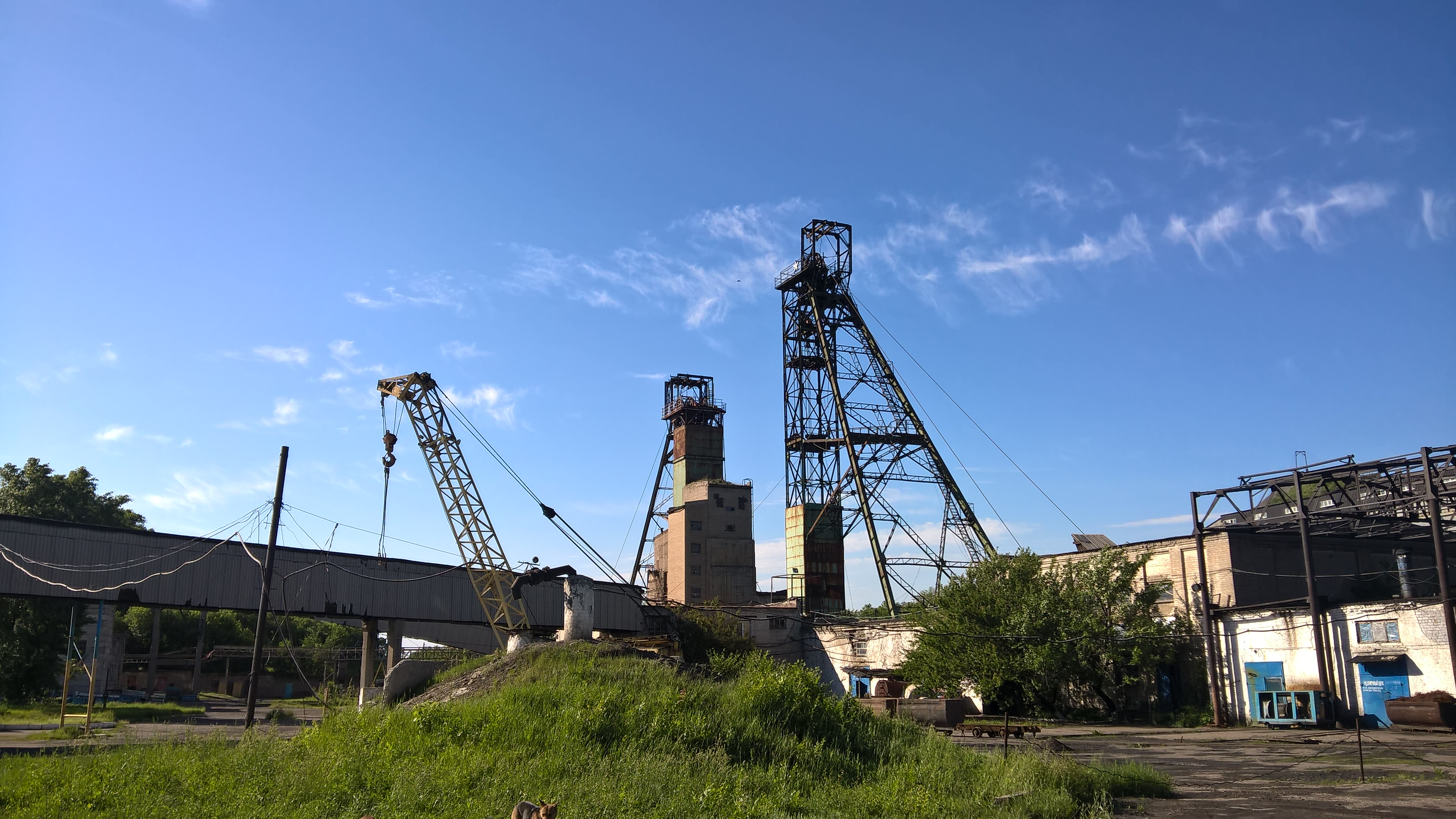
Шахта имени Д. Ф. Мельникова

На территории города и в пригородах функционирует 5 угледобывающих шахт предприятия ГХК Лисичанскуголь.
- ГХК Лисичанскуголь
- Лисичанский нефтеперерабатывающий завод «ЛИНИК» (не работает с 2012 года)
- Лисичанский стекольный завод «Пролетарий»
- Лисичанский содовый завод «ЛИССОДА» (не работает с апреля 2009 года[24], демонтирован).
- Лисичанский машиностроительный завод
- Лисичанская фабрика технических тканей
- Лисичанский желатиновый завод
- Лисичанский шиноремонтный завод (не работает)
- Лисичанский завод железобетонных изделий
- Лисичанский завод редких газов
- Лисичанская фабрика ёлочных украшений «Галимпикс»
- Лисичанский комбинат хлебопродуктов
- Лисичанский хлебокомбинат (не работает)
- Лисичанский молокозавод (не работает)
- Лисичанский мясокомбинат (не работает)
- Лисичанский пивоваренный завод
- ГП «Лисичанская ТЭЦ»
- ЗАО «Лисичанскспецстрой»
- Лисичанский завод резинотехнических изделий

### Коммунальное хозяйство

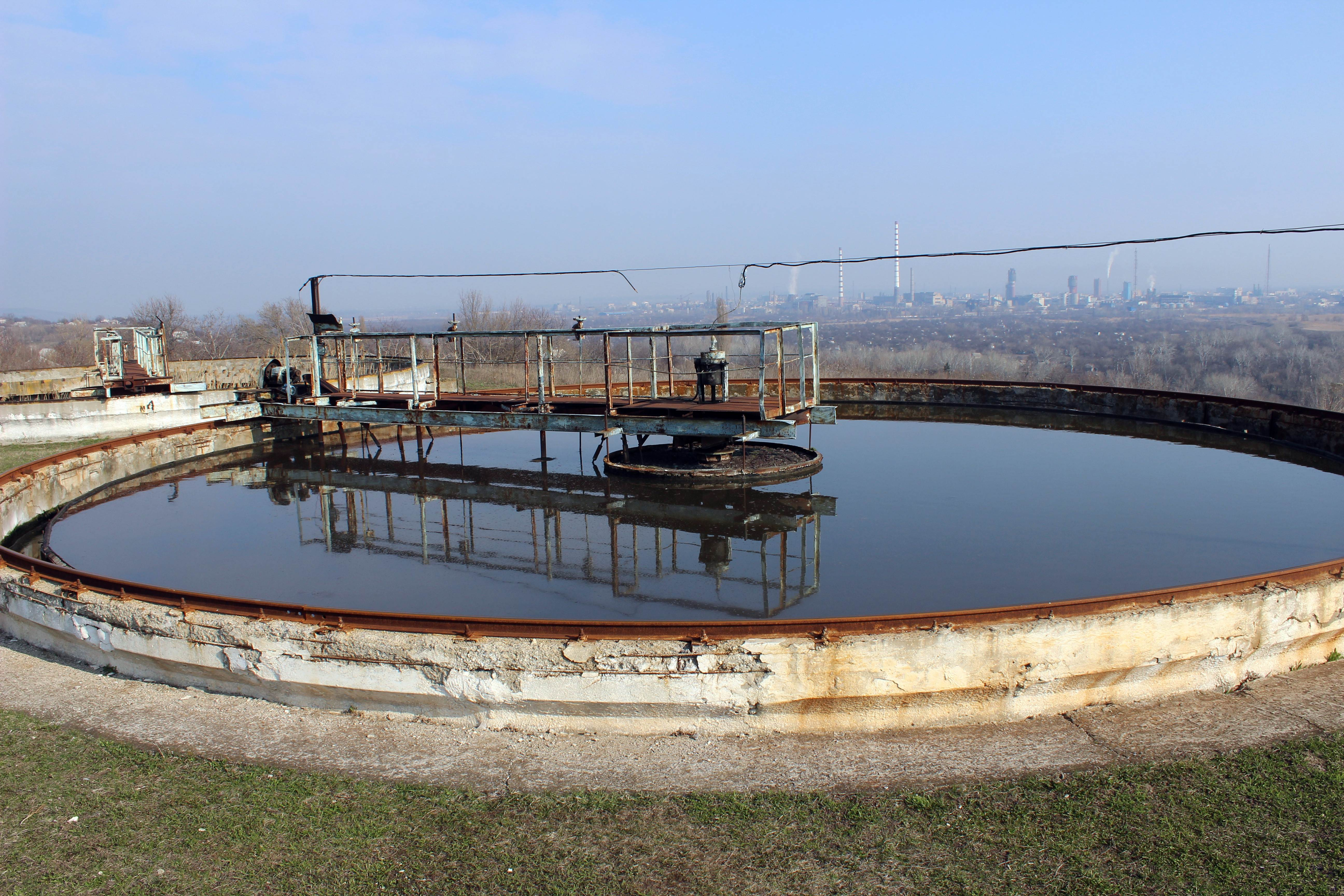
Очистные сооружения Лисичанска

### Торговые центры, супермаркеты и сфера услуг
- Торговый центр «Донбасс»
- Торговый центр «Лимон»
- Торговый центр «Октал»

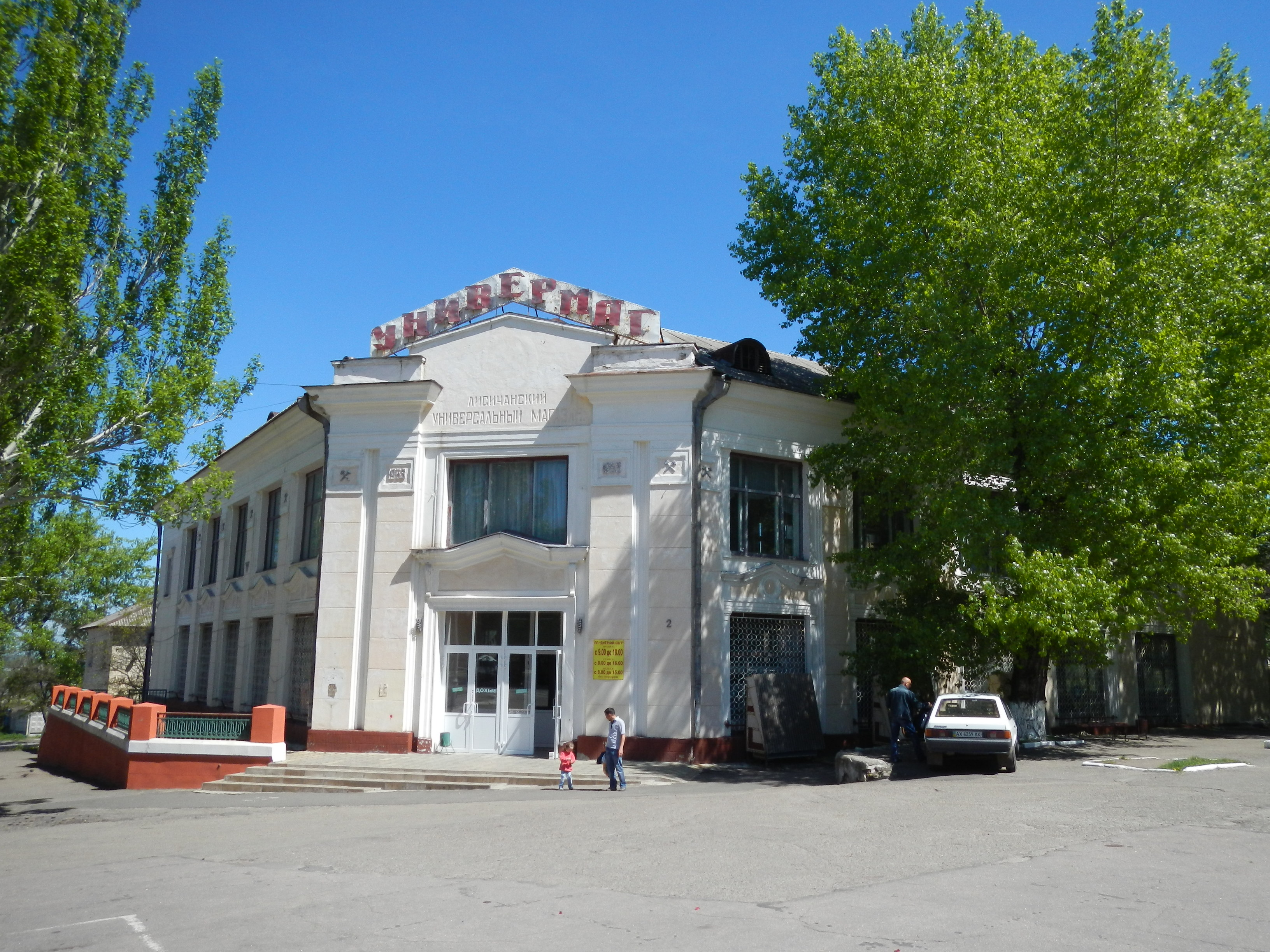
Универмаг в Лисичанске

- Супермаркет «Абсолют» (т/ц «Донбасс») не работает
- Супермаркет «АТБ»
- Супермаркет «Парус» не работает
- Супермаркет «Сильпо»
- Супермаркет «Сім’я»
- Магазин бытовой техники «Comfy»
- Магазин бытовой техники «Comfy»
- Магазин бытовой техники «Foxtrot»
- Магазин бытовой техники «Allo»

## Транспорт

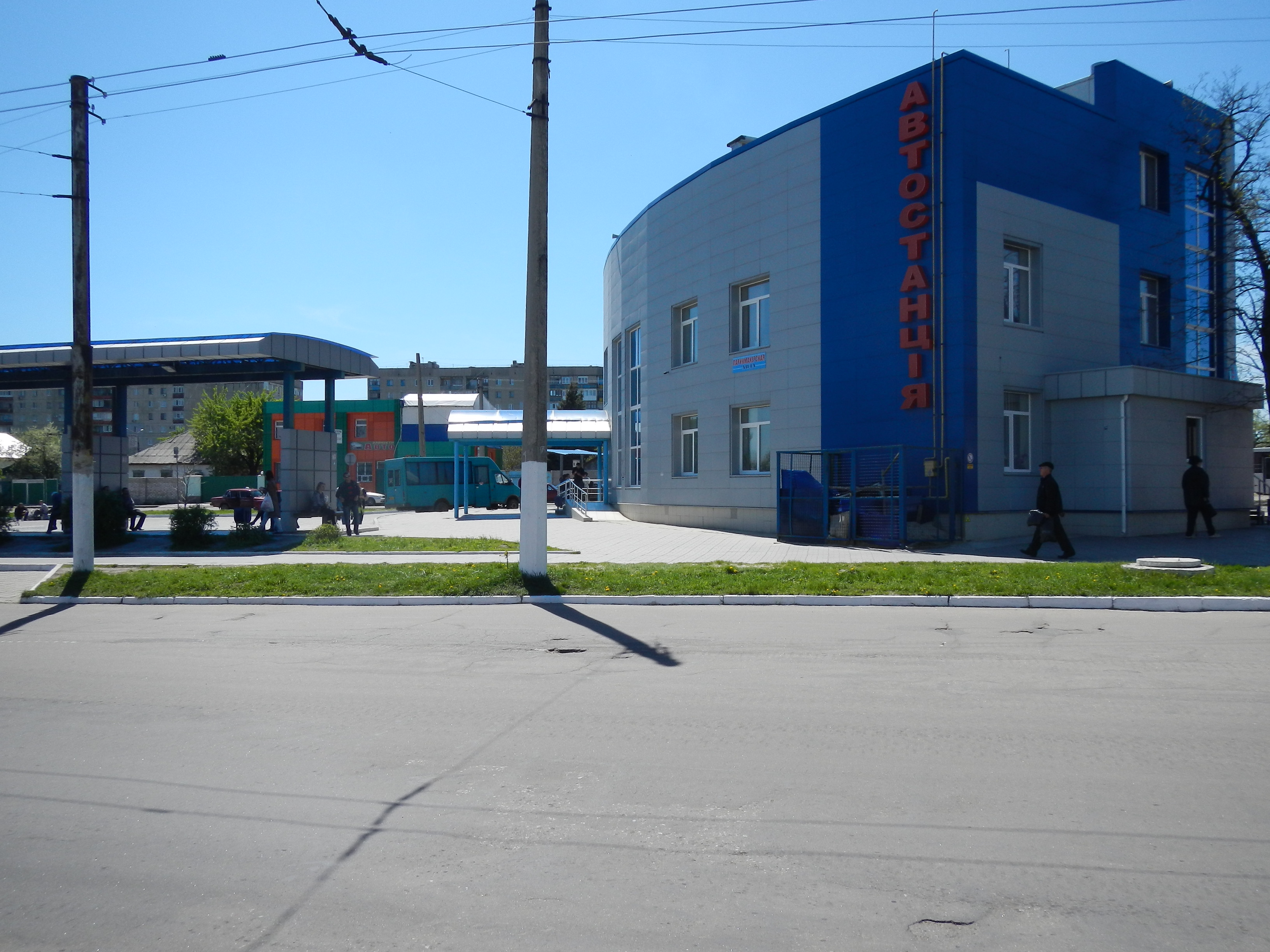
Автовокзал № 2

### Городской транспорт

#### Маршрутные такси
Маршрутки являются основным видом общественного транспорта в городе, которые служат для перевозки пассажиров между различными районами города. При этом все маршруты проложены таким образом, что связывают центральную часть города с другими районами. Исключения составляют лишь маршруты 114 и 116, связывающие между собой другие части города. Соответственно, остановка «Центральный рынок» является конечной и начальной для большинства маршрутов.
Начало работы маршруток, как правило, начинается в 6:00, а на рейсах, пользующихся наибольшим спросом, в 5:00. В утреннее время наблюдаются самые высокие пассажиропотоки на всех маршрутах города, в сравнении с другими временами суток.
Время окончания движения маршруток колеблется от 18:00 до 22:00 и зависит также от спроса на тот или иной маршрут. Также на наиболее популярных маршрутах количество подвижного состава после 18:00 также может существенно уменьшаться. Однако в дни массовых гуляний движение большинства маршруток продлевается до 24:00.
На маршрутах города используется исключительно подвижной состав Часовоярского ремонтного завода. Большинство микроавтобусов — новые образцы «Рута» различных серий, однако присутствуют и более старые образцы на базе Газелей.

#### Автобусы
Автобусный транспорт в городе представляет собой дублирования некоторых маршрутов следования маршрутных такси. Интервал движения автобусов является более длительным по сравнению с маршрутками, однако цена на проезд в автобусе является более низкой. Также до 2003 года в автобусах представлялись льготы на проезд пенсионерам в размере 50 % от стоимости проезда.
Автобусы города дублировали большинство маршрутов городских маршруток. Однако постепенно большинство автобусов были отменены. По данным на январь 2015 года автобусы сохранены лишь на двух маршрутах:
- 109 Центральный рынок — Завод РТИ;
- 112 Центральный рынок — Стекольный завод.

Подвижной состав, который используется на автобусных маршрутах города, принадлежит коммунальному предприятию «Лисичанское троллейбусное управление».

#### Троллейбусы

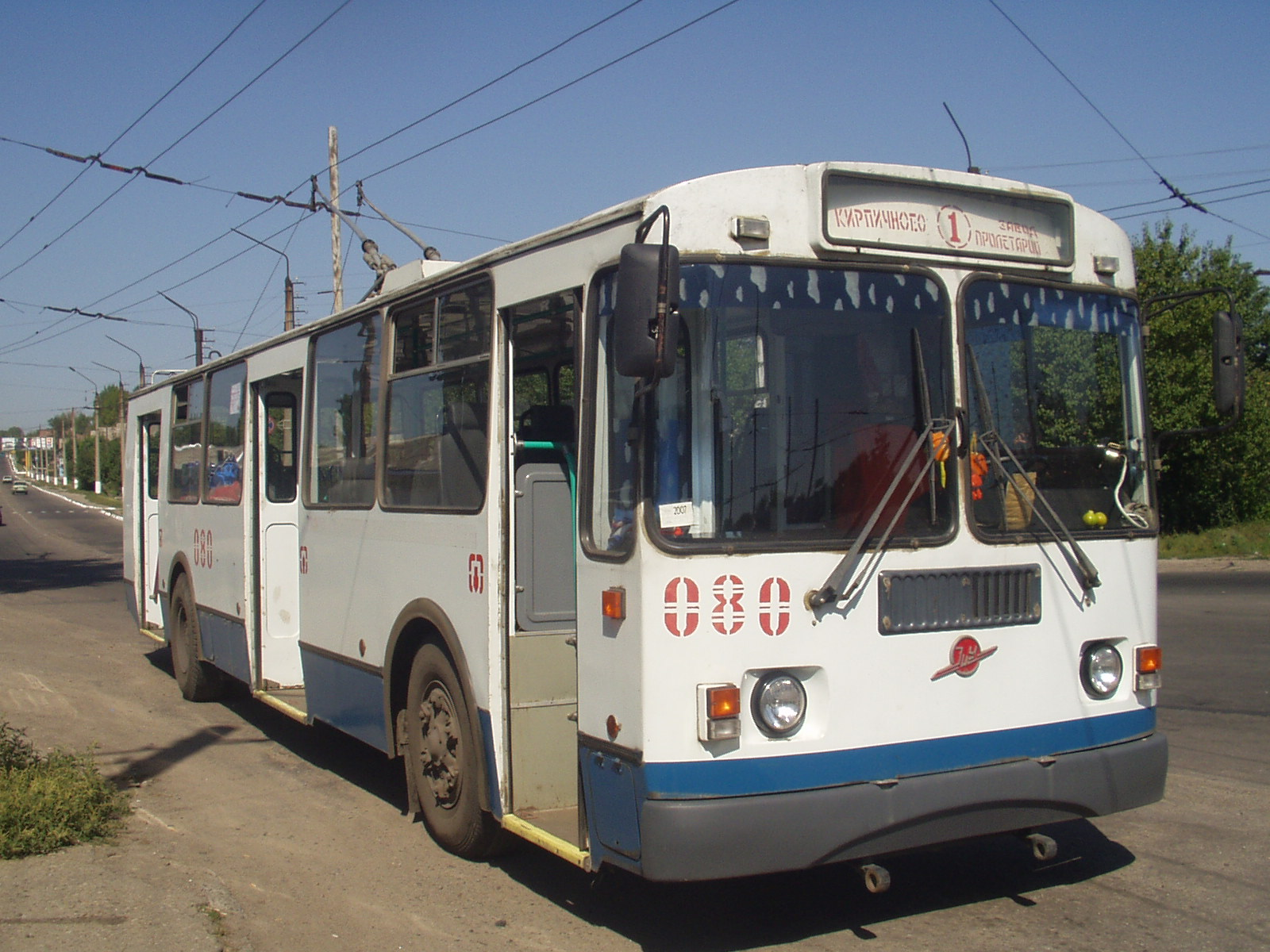
Троллейбус

В городе действуют два троллейбусных маршрута (с 1972) — № 1 и № 3, маршрут № 2 закрыт, контактная сеть снята.

### Железнодорожное сообщение

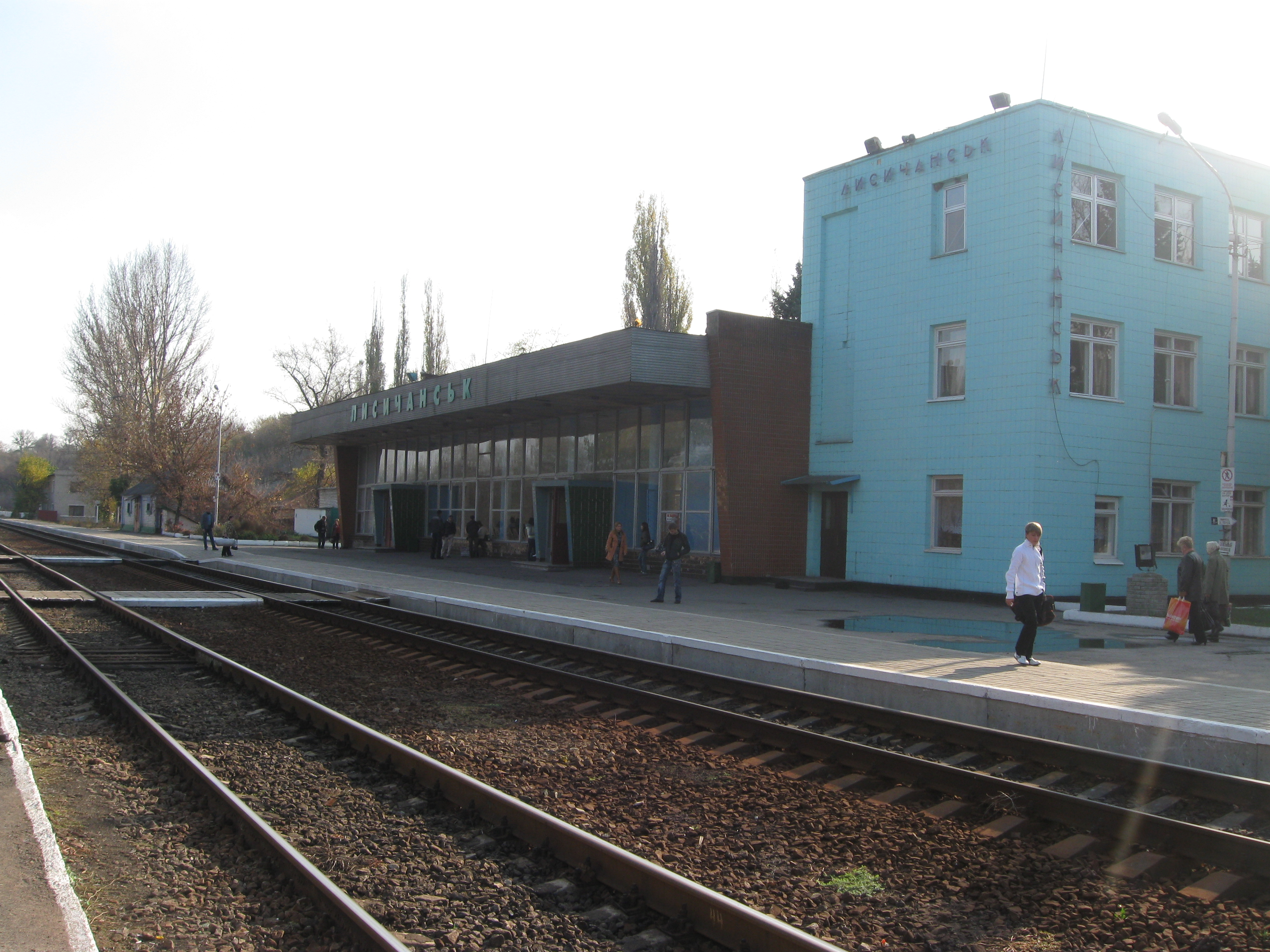
Станция «Лисичанск»

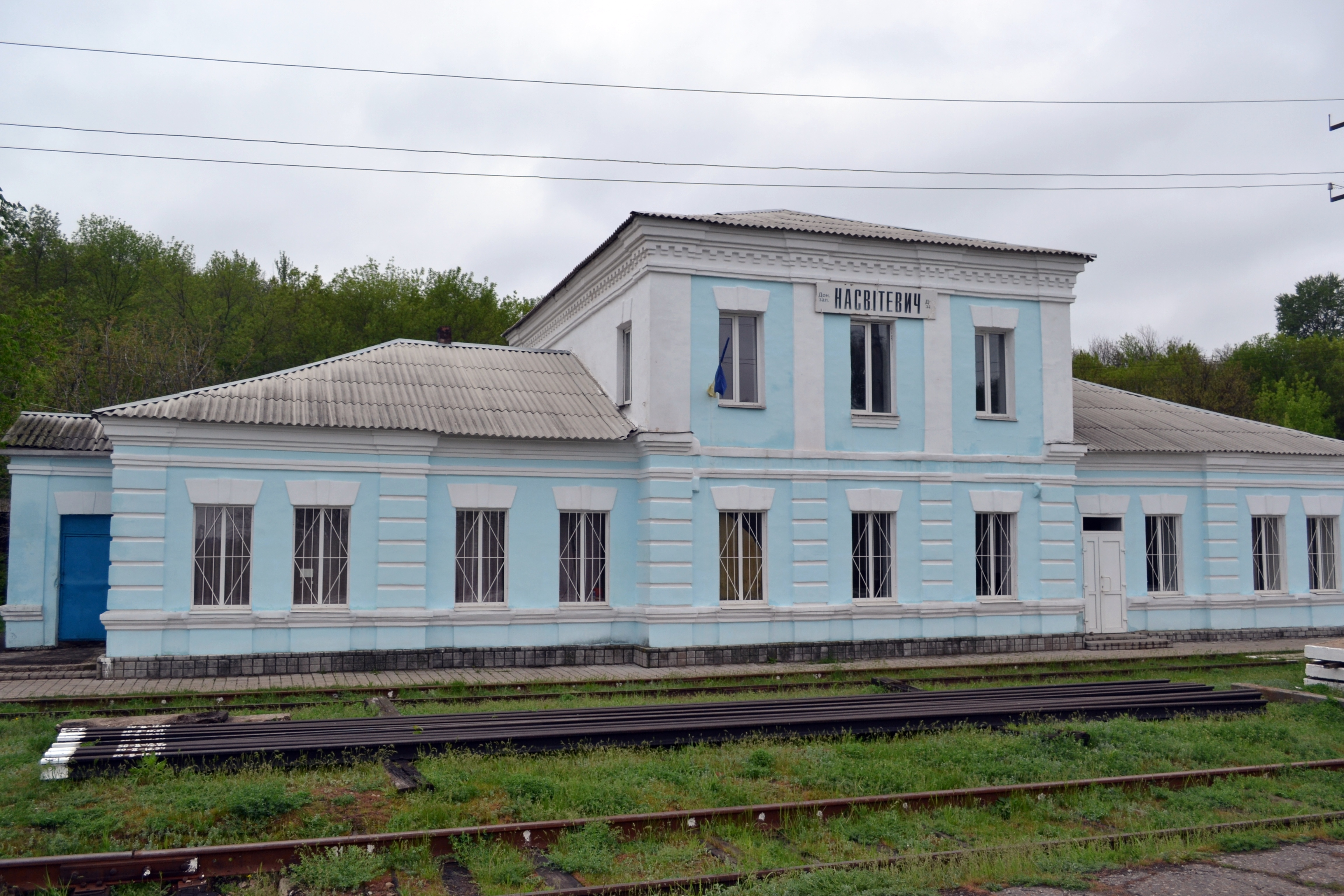
Станция «Насветевич»

В городе присутствует 3 железнодорожные станции и 2 остановочных пункта:
- ст. Лисичанск;
- ст. Переездная;
- ст. Насветевич;
- о. п. 956-й км;
- о. п. Волчеярская.

Станция Лисичанск является основной железнодорожной станцией как для жителей Лисичанска, так и соседнего города Северодонецка. Она расположена по адресу: ул. Вокзальная, 5. На этой станции остановку делают абсолютно все поезда как пригородные, так и дальнего следования. К вокзалу можно добраться общественным транспортом, а именно: маршрутка № 110 "Завод РТИ — центральный рынок — ж.д.вокзал «Лисичанск» и марштутка № 113 "Завод «Пролетарий» — центральный рынок — ж.д.вокзал «Лисичанск». От центрального рынка можно спуститься к ж.д. вокзалу пешком по ул. Малиновского (это 15—20 минут ходьбы). Кроме того, курсирует автобус от «Детского мира» Северодонецка до ж.д.вокзала «Лисичанск».
На станциях Переездная и Насветевич, а также на остановочных пунктах 956 и Волчеярская делают остановку только пригородные дизель-поезда.
До начала боевых действий на востоке Украины в 2014 году, железнодорожное сообщение связывало Лисичанск с такими городами Украины и России, как Киев, Харьков, Сумы, Санкт-Петербург, Москва и другие.
Однако, с 22 мая 2014 года, из-за подрыва пророссийскими сепаратистами железнодорожного моста через реку Северский Донец, движение поездов было полностью прекращено.
С 24 сентября 2014 г. с Лисичанском было возобновлено пригородное сообщение по временной схеме. Со ст. Купянск и Сватово пригородные дизель-поезда курсировали до станции Венгеровка (посёлок Врубовка) вместо Попасной.
31 октября 2014 року «Укрзализныця» возобновила движение пассажирских поездов, назвачив поезд № 531/532 Киев — Лисичанск. Он курсировал ежедневно через Ворожбу, Сумы, Харьков и Сватово. Позже он был заменен на поезд № 133/134 Киев — Лисичанск.
Согласно графику на 2021/2022 годы, со станции Лисичанск отправлялось 5 пар пассажирских поездов дальнего следования и региональный экспресс. Ими можно доехать до городов: Винница, Киев, Кременчуг, Кропивницкий, Львов, Одесса, Полтава, Сумы, Тернополь, Харьков, Хмельницкий и др.
| Поезда дальнего следования по станции Лисичанск | Поезда дальнего следования по станции Лисичанск | Поезда дальнего следования по станции Лисичанск                                                      |
| Поезд №                                         | Сообщение                                       | Промежуточные станции                                                                                |
| ----------------------------------------------- | ----------------------------------------------- | --- |
| 19/20 «Ночной экспресс»                         | Попасная — Киев                                 | Рубежное, Кременное, Сватово, Купянск-Узловий, Харьков-Балашовский, Полтава                          |
| 45/46                                           | Лисичанск — Ужгород                             | Харьков-Пассажирский, Сумы, Конотоп, Нежин, Киев-Пассажирский, Коростень, Здолбунов, Львов, Мукачево |
| 89/90                                           | Лисичанск — Одесса                              | Купянск-Узловой, Харьков-Пассажирский, Полтава, Кременчуг, Знамянка, Кропивницкий                    |
| 131/132                                         | Лисичанск — Жмеринка                            | Харьков-Пассажирский, Полтава, Киев-Пассажирский, Винница                                            |
| 137/138 «Максим Яровец»                         | Лисичанск — Хмельницкий                         | Харьков-Пассажирский, Полтава, Киев-Пассажирский, Винница                                            |
| 887/888                                         | Харьков — Попасная                              | Купянск-Узловой, Сватово, Кременное, Рубежное                                                        |

### Междугородное автобусное сообщение
Регулярное автобусное сообщение со многими городами Украины. Кроме большого количества внутриобластных маршрутов есть прямые рейсы в Донецк, Харьков, Запорожье, Бердянск, Мариуполь и др.

### Аэропорт

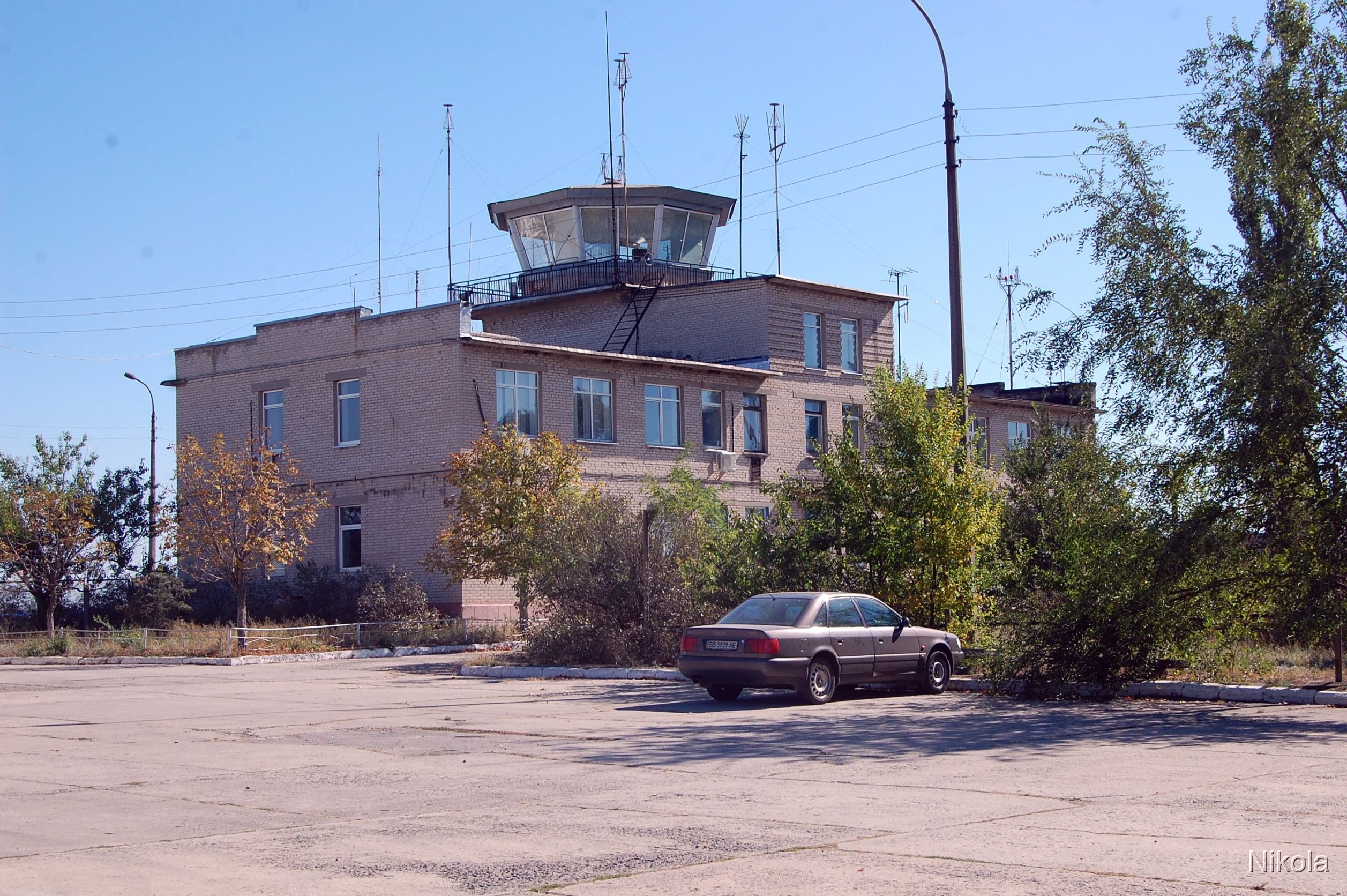
Аэропорт

Ближайший аэропорт расположен в 12 километрах от центра города, находится в Северодонецке. Построен в 1968 году для обслуживания жителей и работников предприятий городов Лисичанско-Северодонецкой агломерации — Северодонецка, Лисичанска, Рубежного. Аэропорт находится в ведении Приднепровских магистральных нефтепроводов ПАО Укртранснафта. По состоянию на 2022 год аэропорт не функционирует.

### Канатная дорога
- Воздушная грузовая канатная дорога от Белогоровского мелового карьера 48°55,10′ с. ш. 38°15,18′ в. д.HGЯO к лисичанскому содовому заводу «Лиссода» 48°53,50′ с. ш. 38°28,38′ в. д.HGЯO. Самая длинная в Европе (16,563 км) и вторая по длине после канадской. Вагонетки, бегущие по мощному канату, подвешенному на 147 опорах, движутся со скоростью 9 км/ч (Уже не существует).

## Культурная сфера

### Учебные заведения
- Лисичанский горный техникум

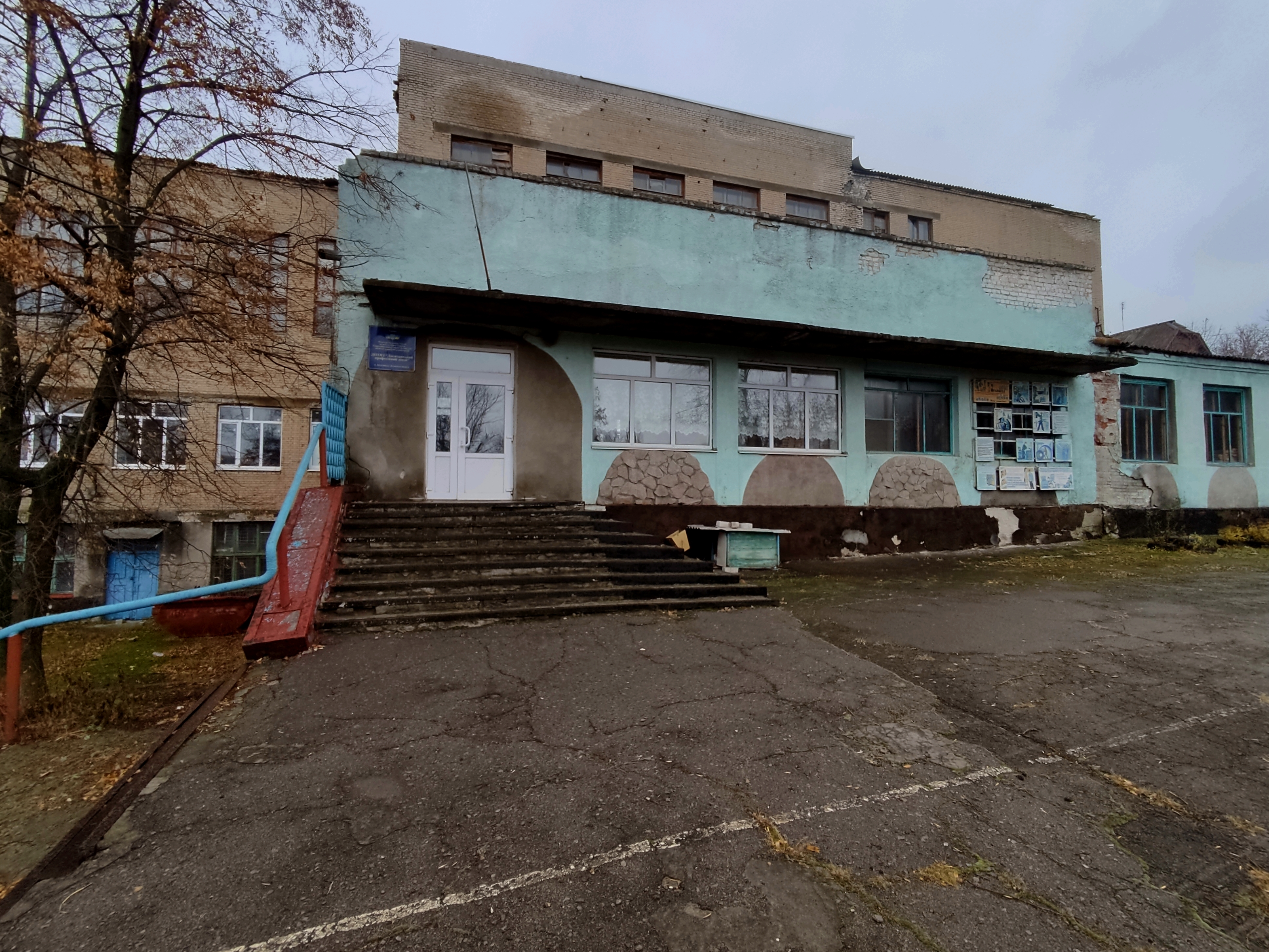
Лисичанский профессиональный лицей

- Лисичанский педагогический колледж
- Медицинское училище
- Лисичанский нефтехимический техникум
- 22 общеобразовательные школы, в том числе:
- Лисичанская многопрофильная гимназия
- Лисичанский многопрофильный лицей
- Детская музыкальная школа № 1
- Детская музыкальная школа № 2
- Лисичанский профессиональный торгово-кулинарный лицей
- Лисичанский профессиональный горно-промышленный лицей
- Лисичанский профессиональный строительный лицей
- Лисичанский центр социально-психологической реабилитации детей.

### Музеи и памятники
- Лисья балка — «колыбель Донбассa».
- Памятник первой шахте на Донбассе.
- Городской краеведческий музей (центр, пр. Победы, 94).
- Бывшая штейгерская школа — ныне: Музей истории Лисичанского каменно-угольного региона (старый центр, ул. Д.Менделеева).
- Половецкие каменные бабы ХІ-ХІІІ ст. (старый центр, ул. Д.Менделеева)
- Памятник рудознатцу, первооткрывателю угля на Донбассе Григорию Капустину (у центрального рынка), 1960 г.
- Скульптура «Олень» (ул. Соборная, смотровая площадка возле кафе), 1960 г.
- Памятник украинскому поэту В. Н. Сосюре (район Стекольный, сквер у ДК), 1966 г.
- Танк Т-34 — памятник защитникам и освободителям Лисичанска (пр. Победы), 1975 г.
- Памятник лисичанам — лётчикам Великой Отечественной войны (район РТИ, на месте бывшего лётного поля), 2001 г.
- Историко-мемориальный комплекс «Память» с часовней Иоанна Воина (пр. Победы), 2001 г.
- Мемориальный комплекс «Привольнянский плацдарм»[26] (Приволье).
- Памятный знак «Жертвам голодомора в Украине 1932—1933 гг» (спуск к ж.д. вокзалу «Лисичанск»), 1990 г.
- Памятний знак "Жертвам еврейского населения, расстрелянного во время оккупации города в 1942—1943 гг. (балка «Дурной яр», ниже центрального кладбища), 2013 г.
- Памятный знак «Землякам-чернобыльцам» (сквер завода РТИ), 2001 г.
- Памятник воинам-интернационалистам (сквер Гагарина), 1993 г.
- Памятник военнослужащим 21-й отдельной бригады охраны правопорядка — генерал-майору А. Радиевському, полковнику П. Сницару, солдату И. Коцяру, погибшим при освобождении Лисичанска в июле 2014 г. (ул. Первомайская, р-н Пролетарского моста), 2015 г.
- Памятный знак военнослужащим 24-й отдельной механизованной бригады — майору С. Рокицкому, солдату П. Лейбе, подполковнику В. Спасёнову, погибшим при освобождении Лисичанска в июле 2014 г. (пр. Победы), 2016 г.
- Памятник Героям-добровольцам Антитеррористичейсой операции 2014 г. (район Переездная, угол улиц Красной и Октябрьской), 2020 г.

Памятники Лисичанска
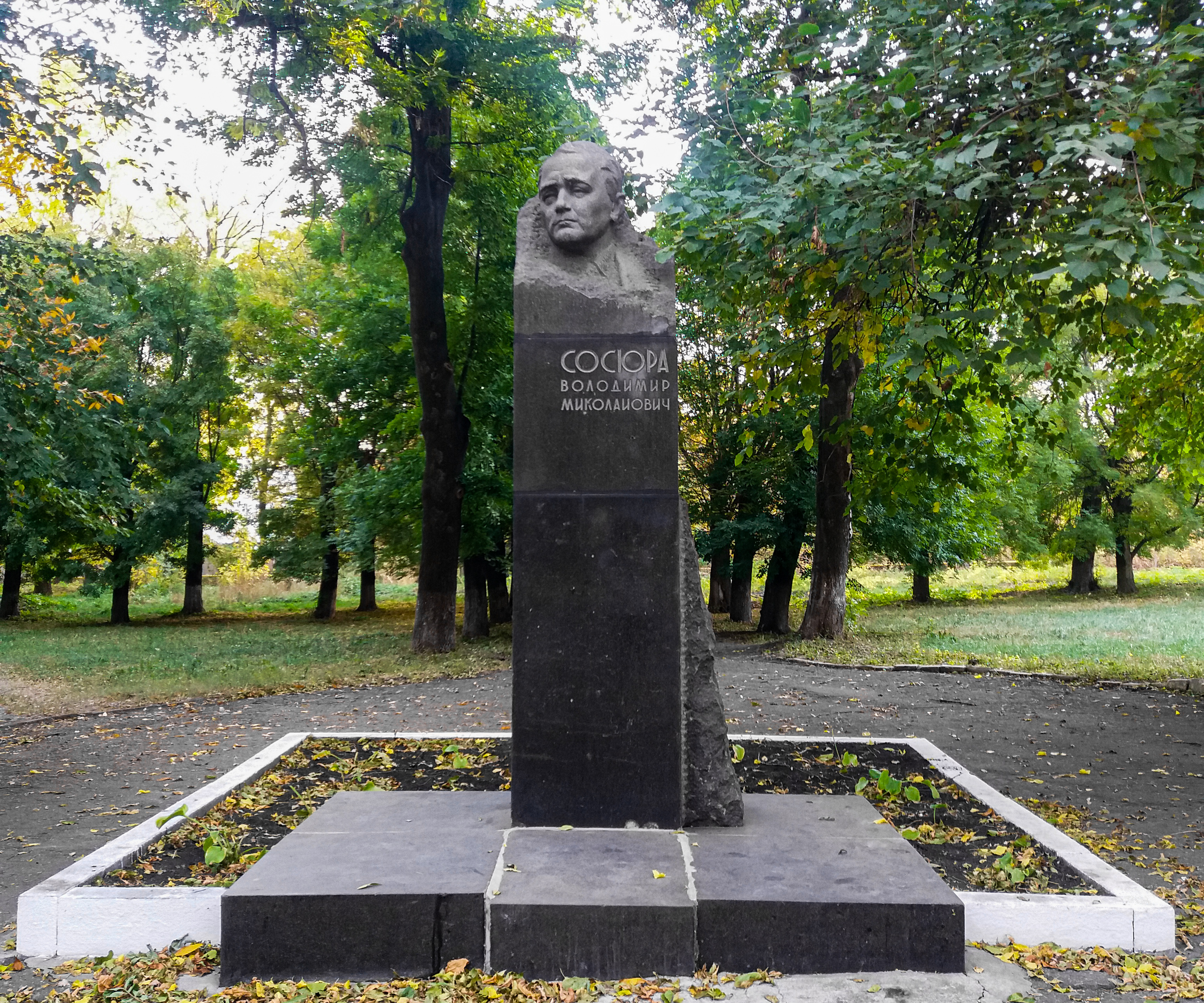
Памятник украинскому поэту В.Сосюре
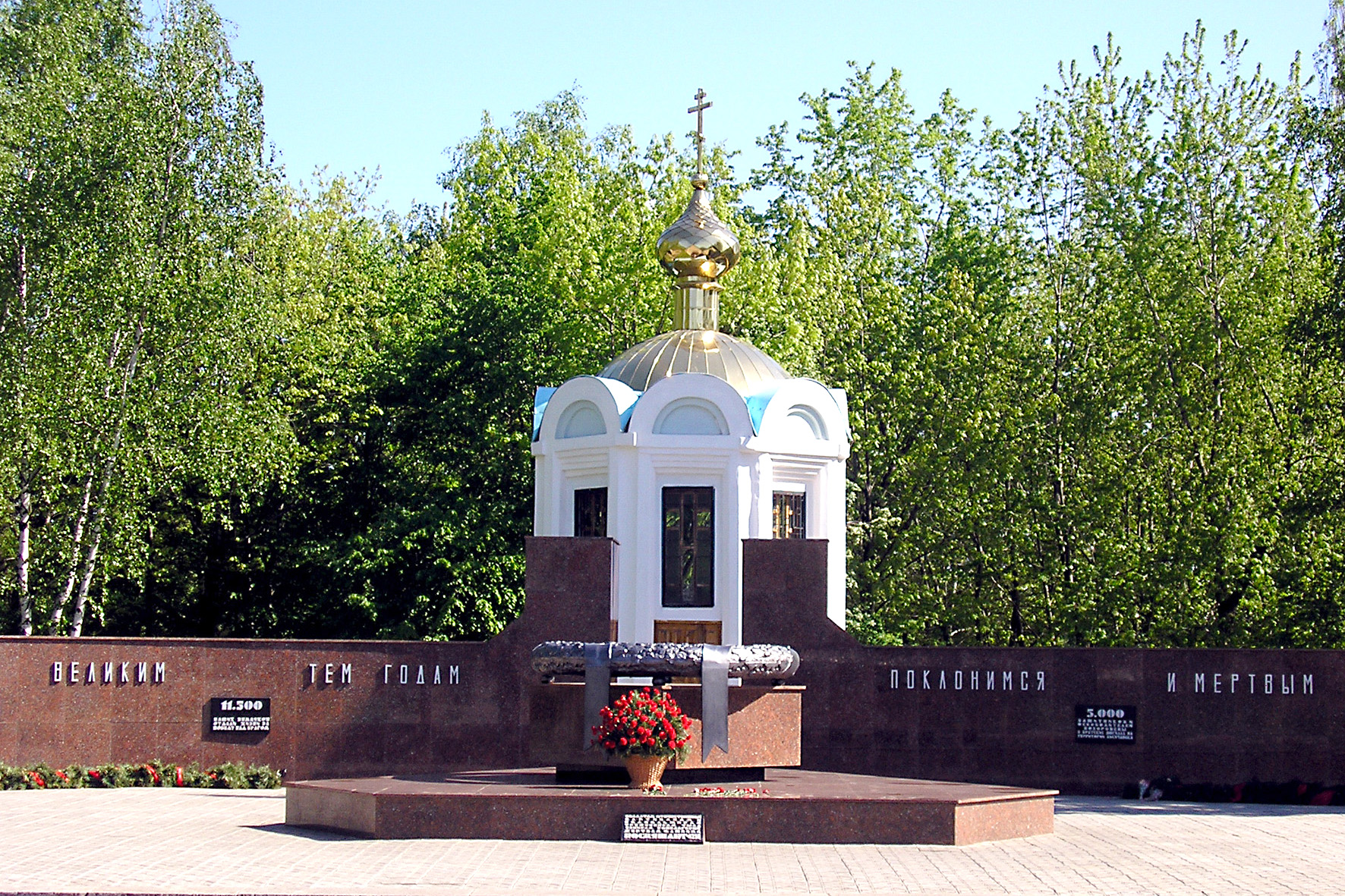
Историко-мемориальный комплекс «Память»
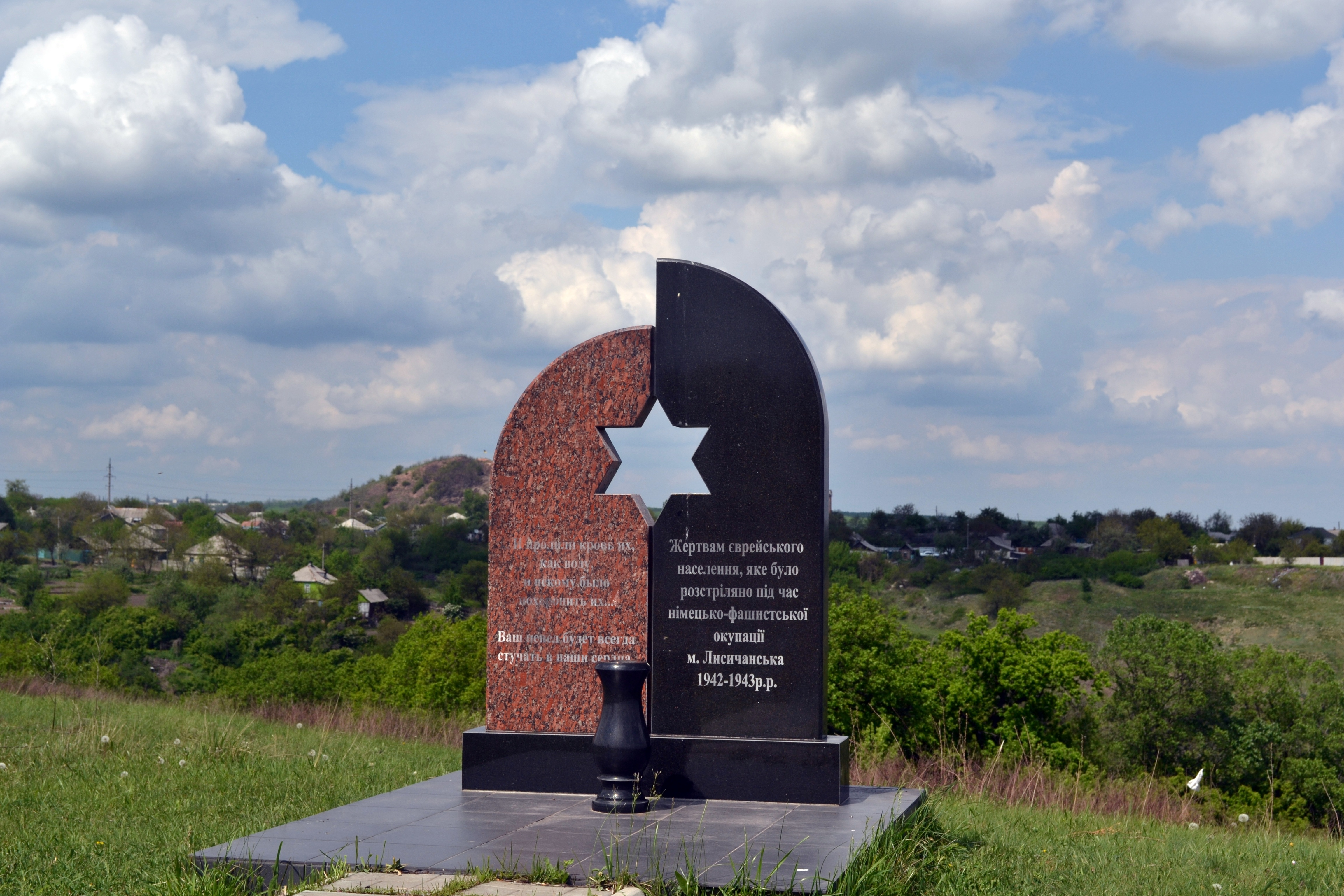
Памятник Жертвам Холокоста
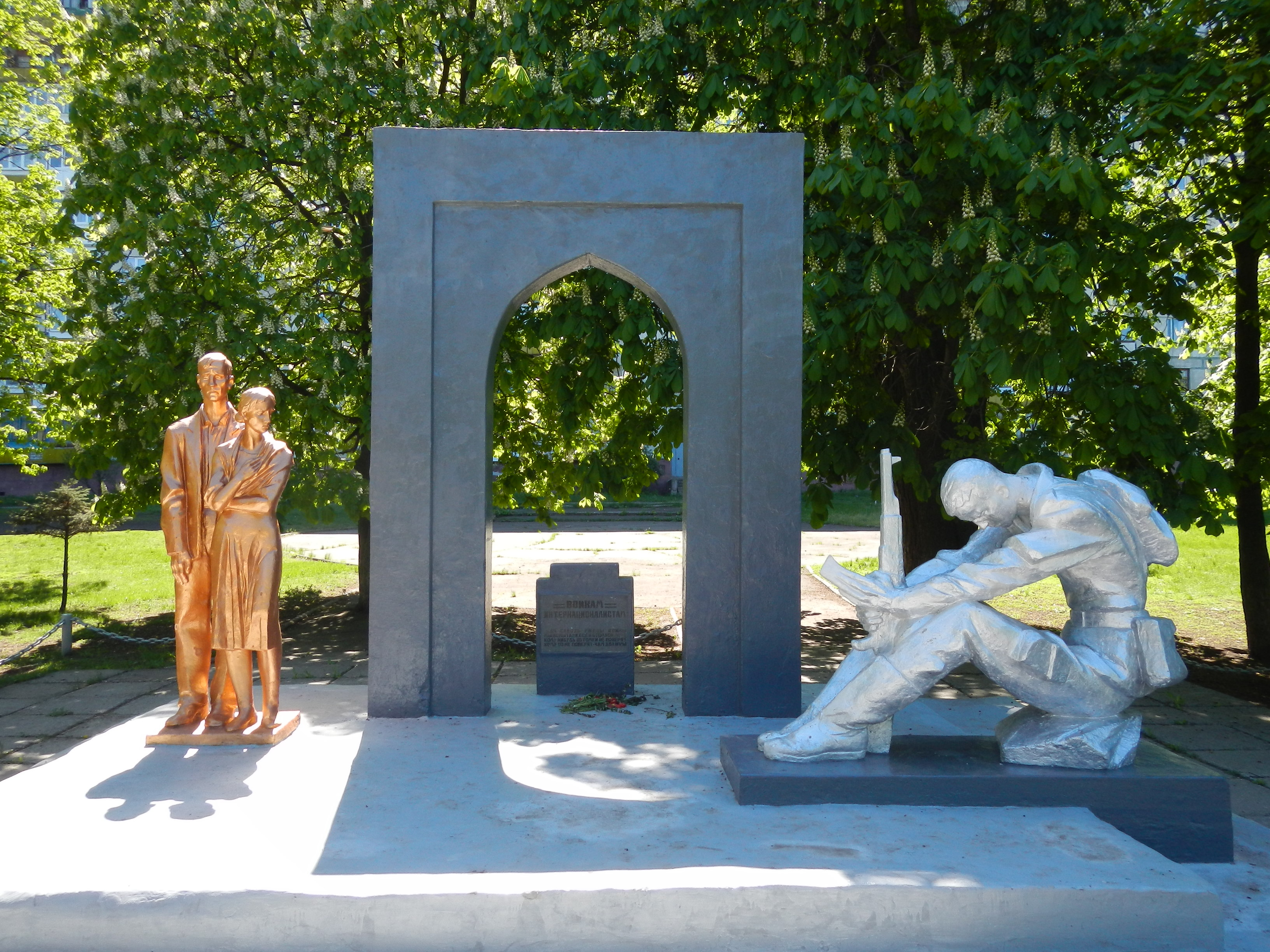
Памятник Воинам-интернационалистам
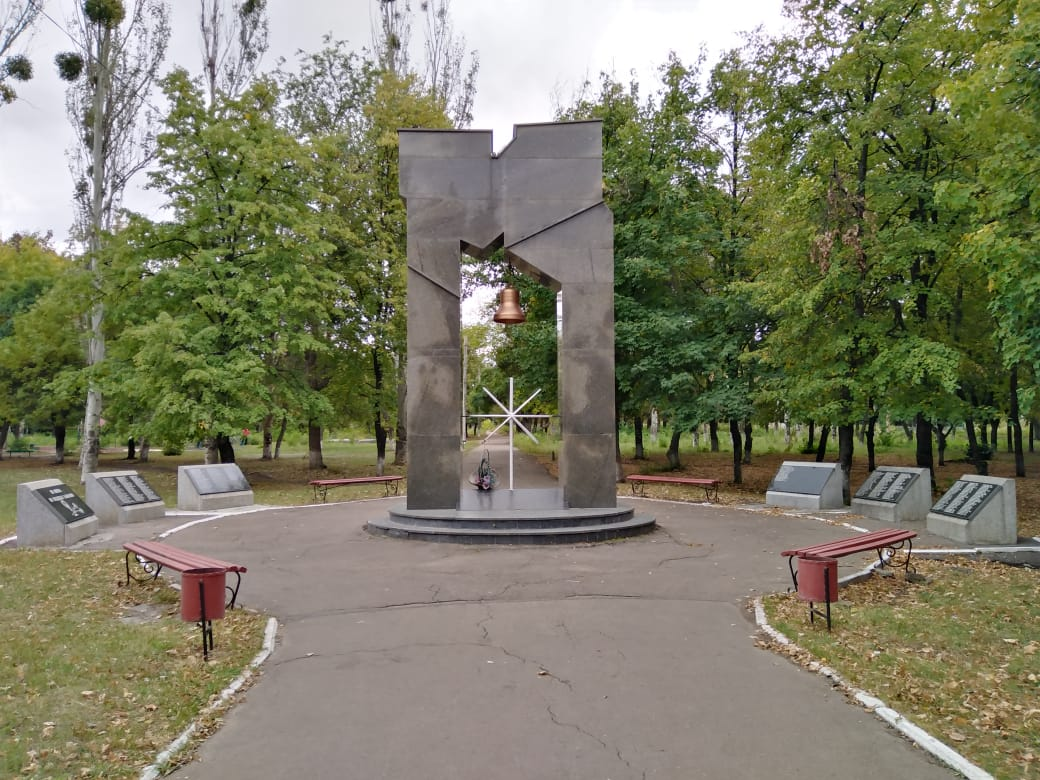
Памятник Землякам-чернобыльцам
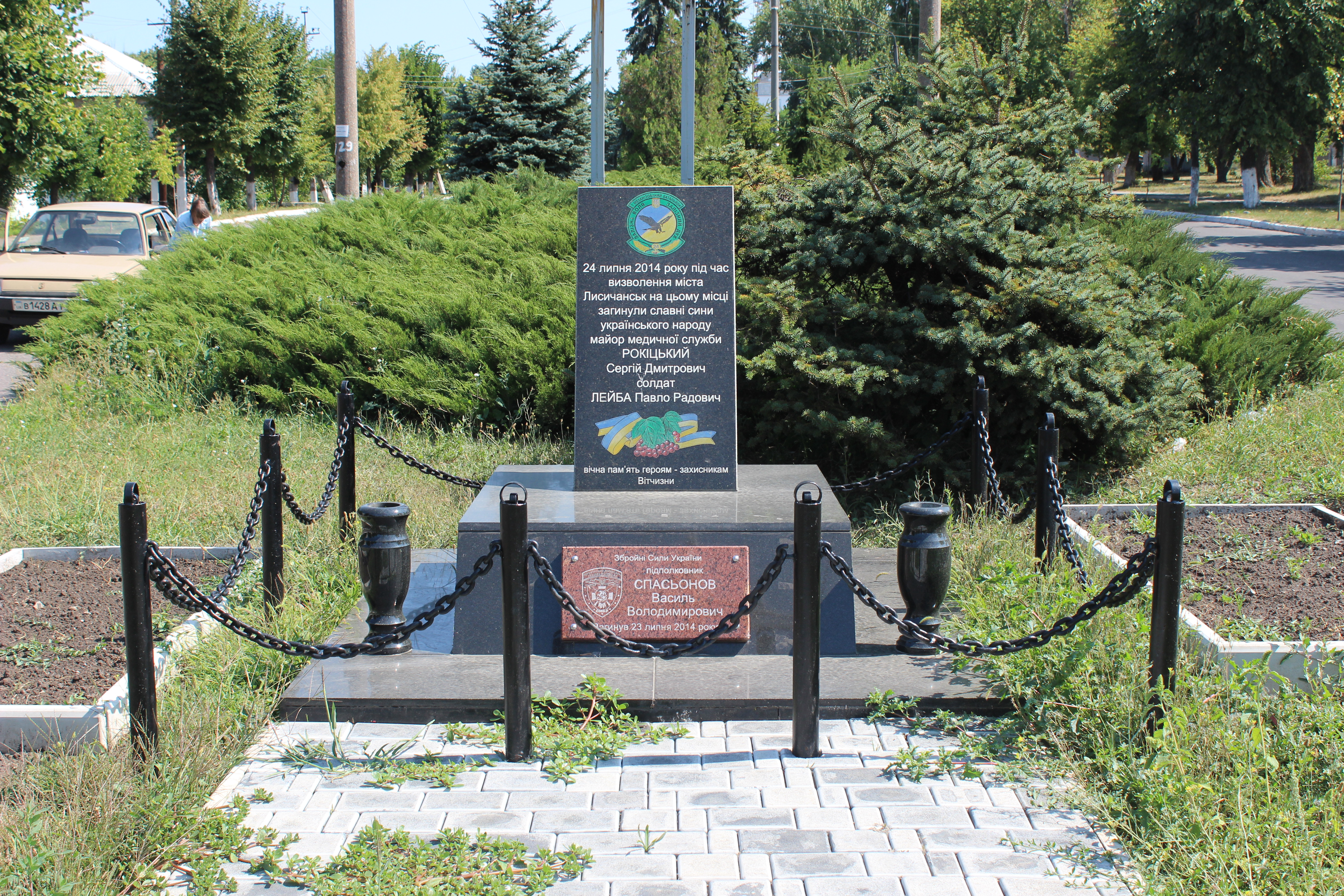
Памятный знак С.Рокицкому, П.Лейбе, В.Спасёнову

## Религия
По состоянию на 2020 год на территории Лисичанска действовало 33 религиозных организации, из них исповедуют христианство — 30. Большинство религиозных организаций в Лисичанск принадлежит Северодонецкой епархии УПЦ (Московского патриархата). Посля создания 15 декабря 2018 года Православной церкви Украины и получения Томоса об автокефалии ПЦУ, в Лисичанске зарегистрированы парафии Луганской епархии Православной Церкви Украины.

### Культовые сооружения: церкви, часовни
| Название                                            | Фото | Религиозная организация | Адрес                                                          |
| --------------------------------------------------- | ---- | --- | -------------------------------------------------------------- |
| Свято-Николаевский храм                             |      | Свято-Николаевский храм г. Лисичанска Северодонецкой епархии Украинской православной церкви (МП). Надпись на фронтоне 1895, построена 1901 г.              | Лисичанск, ул. Базарная, 2                                     |
| Свято-Митрофановский храм № 1                       |      | Свято-Митрофановский приход г. Лисичанска Северодонецкой епархии Украинской православной церкви (МП)                                                       | Лисичанск, ул. К.Маркса, 126                                   |
| Свято-Митрофановский храм № 2                       |      | Второй Свято-Митрофановский приход г. Лисичанска Северодонецкой епархии Украинской православной церкви (МП). 1846 г.                                       | Лисичанск, ул. М.Грушевского, 2                                |
| Храм Покровы Пресвятой Богородицы                   |      | Приход в честь Покровы Пресвятой Богородицы г. Лисичанска Украинской Греко-Католической церкви (УГКЦ)                                                      | Лисичанск, р-н остановки «Кирпичное»                           |
| Часовня Архангела Михаила                           |      | Приход в честь Архангела Михаила г. Лисичанска Луганской епархии Православной Церкви Украины (ПЦУ)                                                         | Лисичанск, пр. Победы, 58 (территория бывш. ЛРНУ)              |
| Часовня Равноапостольного Князя Владимира           |      | Приход в честь Равноапостольного Князя Владимира г. Лисичанска Луганской епархии Православной Церкви Украины (ПЦУ)                                         | Лисичанск, ул. В.Сосюры, в р-не ПТУ № 51                       |
| Свято-Тихвинский храм                               |      | Свято-Тихвинский приход г. Лисичанска Северодонецкой епархии Украинской православной церкви (МП)                                                           | Лисичанск, кв.40-летия Победы, 5-а                             |
| Храм Блаженной Матроны Московской                   |      | Приход в честь Блаженной Матроны Московской г. Лисичанска Северодонецкой епархии Украинской православной церкви (МП). Бывшая часовня при больнице. 1911 г. | Лисичанск, ул. Машиностроителей, 18-а                          |
| Храм Великомученицы Варвары                         |      | Приход в честь Великомученицы Варвары г. Лисичанска Северодонецкой епархии Украинской православной церкви (МП)                                             | Лисичанск, ул. В.Сосюры, 263                                   |
| Храм Ксении Петербургской                           |      | Приход в честь Блаженной Ксении Петербургской г. Лисичанска Северодонецкой епархии Украинской православной церкви (МП)                                     | Лисичанск, ул. Клубная, 1                                      |
| Часовня в честь Блаженной Матроны Московской        |      | Приход в честь Блаженной Ксении Петербургской г. Лисичанска Северодонецкой епархии Украинской православной церкви (МП)                                     | Лисичанск, ул. Героев Сталинграда, 23 (кладбище)               |
| Свято-Ильинский храм                                |      | Приход в честь пророка Божьего Ильи г. Лисичанска Северодонецкой епархии Украинской православной церкви (МП)                                               | Лисичанск, ул. Ермака, 39                                      |
| Часовня Иоанна Воина                                |      | Борисо-Глебский приход г. Новодружеска Северодонецкой епархии Украинской православной церкви (МП)                                                          | Лисичанск, пр. Победы, Историко-мемориальный комплекс «Память» |
| Храм Параскевы Сербской                             |      | Приход в честь Преподобной Параскевы Сербской г. Лисичанска Северодонецкой епархии Украинской православной церкви (МП)                                     | Лисичанск, ул. Кочубея, 34                                     |
| Храм Святой Троицы                                  |      | Свято-Троицкий приход г. Лисичанска Северодонецкой епархии Украинской православной церкви (МП)                                                             | Лисичанск, ул. Суходольская, 28                                |
| Христианский центр                                  |      | Община «Церковь Евангельских Христиан-Баптистов» | Лисичанск, ул. Европейская, 97                                 |
| Церковь Евангельских Христиан-Баптистов «Благодать» |      | Община "Церковь Евангельских Христиан-Баптистов «Благодать»                                                                                                | Лисичанск, ул. Брянцевская, 85                                 |
| Зал Царства свидетелей Иеговы                       |      | Община свидетелей Иеговы в г. Лисичанск (центр) Луганской области                                                                                          | Лисичанск, ул.9 мая, 8-б                                       |
| Зал Царства свидетелей Иеговы                       |      | Община свидетелей Иеговы в г. Лисичанск Луганской области                                                                                                  | Лисичанск, ул. Южная, 28                                       |